# Hydrocotyle cryptocarpa
Hydrocotyle cryptocarpa là một loài thực vật có hoa trong Họ Cuồng. Loài này được Speg. mô tả khoa học đầu tiên năm 1883.